# ديرا بايس
إكليديرا ماريا فونسيكا بايس، المعروفة باسم ديرا بايس (، 30 يونيو 1969 في أبايتيتوبا، البرازيل) هي ممثلة ومقدمة برامج برازيلية. اشتهرت بأدوارها الكوميدية والدرامية في السينما والتلفزيون، وقد حصلت على العديد من الجوائز، بما في ذلك جائزتي غراندز أوتيلو، وجائزتي جمعية ساو باولو لنقاد الفن، وثلاث جوائز غواراني للسينما البرازيلية، وجائزتي الجودة البرازيلية، وجائزة إضافية. تم تكريم بايس أيضًا بجوائز من أهم المهرجانات السينمائية في البلاد، مثل أربعة تماثيل صغيرة من مهرجان جرامادو (بما في ذلك جائزة أوسكاريتو) وخمس جوائز من مهرجان برازيليا.
تخرجت ديرا في الفلسفة والفنون المسرحية من الجامعة الفيدرالية لولاية ريو دي جانيرو، وبدأت حياتها المهنية كممثلة عندما خضعت للاختبار للمشاركة في إنتاج في أمريكا الشمالية بعنوان غابة الزمرد، حيث لعبت دور المرأة الأصلية كاشيري. بعد مشاركته في الفيلم بدأ مسيرته المهنية في التمثيل في العديد من الأفلام الأخرى. في عام 1987 مثلت في أول فيلم برازيلي لها هو، بوتو في دور كورينا. وهي واحدة من الممثلات الأكثر جوائز في السينما البرازيلية. في عام 1996، حصلت على أول دور بطولة لها، حيث لعبت دور قاطعة الطريق دادا في فيلم كوريسكو و دادا. لأدائه الدرامي، نال الكثير من الثناء وحصل على أول ترشيحاته لجائزة غواراني السينمائية الستة. في عام 1997 كان ضمن طاقم الفيلم التاريخي أنا هي المهام، والذي أكسبه أول جائزة جمعية ساو باولو لنقاد الفن له، وهي واحدة من أكثر الجوائز التقليدية في البرازيل. في عام 2001، لعبت دور البطولة في فيلم زفاف لويز بدور الخادمة لويزا. لأدائها الكوميدي، تم ترشيحها مرة أخرى لجائزة غواراني وحصلت على أول ترشيح لها من بين ثلاثة عشر ترشيحًا من أكاديمية السينما البرازيلية عن غراندي أوتيلو، هذه المرة كأفضل ممثلة.